# توییچ
توییچ (به انگلیسی: Twitch) یک سرویس پخش زنده ویدیویی آمریکایی است که پخش زنده بازی‌های ویدیویی، از جمله پخش مسابقات ورزش الکترونیک، پخش موسیقی، محتوای خلاقانه و استریم‌های زندگی واقعی را ارائه می‌دهد. توییچ توسط یکی از شرکت‌های تابعه آمازون اداره می‌شود. در ژوئن ۲۰۱۱ به عنوان یک سایت مشتق از پلتفرم جاستین.تی‌وی معرفی شد. محتوای توییچ را می‌توان به صورت زنده یا از طریق ویدئو به‌درخواست مشاهده کرد.
در اکتبر ۲۰۱۳ این وبسایت ۴۵ میلیون بیننده منحصر به فرد داشت و تا فوریه ۲۰۱۴، رتبه چهارم ترافیک اینترنت در ایالات متحده در اختیار توییچ بود. در همان زمان، شرکت مادر جاستین. تی‌وی به Twitch Interactive تغییر نام داد و جاستین. تی‌وی در اوت ۲۰۱۴ تعطیل شد. در آن ماه، توییچ توسط آمازون به مبلغ ۹۷۰ میلیون دلار خریداری شد. توییچ از طریق فروش بازی‌ها در پیوندهای تبلیغاتی در استریم، به استریمرها درآمد می‌دهد.
تا سال ۲۰۱۵، توییچ بیش از ۱۰۰ میلیون بیننده در ماه داشت. در سال ۲۰۱۷، توییچ به عنوان پیشروترین سرویس پخش زنده ویدئویی در ایالات متحده باقی ماند و نسبت به یوتیوب گیمینگ برتری داشت که باعث شد یوتیوب گیمینگ در در می ۲۰۱۹ بسته شود. تا فوریه ۲۰۲۰, توییچ ماهانه ۳ میلیون پخش کننده و ۱۵ میلیون کاربر فعال روزانه با ۱٫۴ میلیون کاربر همزمان به‌طور متوسط داشت. تا می ۲۰۱۸، توییچ بیش از ۲۷۰۰۰ کانال پارتنر دارد.

## تاریخچه
توئیچ یک سرویس پخش زنده ویدئویی آمریکایی است که در سال ۲۰۱۱ به عنوان یک اسپین‌آف از پلتفرم استریم عمومی Justin.tv راه‌اندازی شد. این سرویس به سرعت در زمینه پخش زنده بازی‌های ویدیویی، از جمله مسابقات ورزش‌های الکترونیک، محبوبیت یافت. توئیچ همچنین محتوای موسیقی، محتوای خلاقانه و استریم‌های «زندگی واقعی» را نیز ارائه می‌دهد.
زمانی که جاستین.تی‌وی در سال ۲۰۰۷ توسط جاستین کان و امت شیر، دو تازه فارغ‌التحصیل دانشگاه ییل، راه‌اندازی شد، این سایت به چندین دسته محتوا تقسیم شده بود. دسته بازی‌ها به سرعت رشد کرد و به محبوب‌ترین محتوای سایت تبدیل شد. سرویس توییچ در سال ۲۰۱۱ به عنوان یک اسپین‌آف از پلتفرم استریم عمومی جاستین.تی‌وی راه‌اندازی شد و به سرعت در زمینه پخش زنده بازی‌های ویدیویی محبوبیت پیدا کرد. در سال ۲۰۱۳، توییچ بیش از ۴۳ میلیون بازدیدکننده ماهانه داشت و تا فوریه ۲۰۱۴، چهارمین منبع بزرگ ترافیک اینترنت در ایالات متحده در ساعات اوج مصرف بود.در ژوئن ۲۰۱۳، توئیچ حدود ۸۰ کارمند داشت که تا دسامبر ۲۰۱۳ به ۱۰۰ نفر افزایش یافت. دفتر مرکزی این شرکت در منطقه اقتصادی (سانفرانسیسکو) قرار داشت.
در سال ۲۰۱۴، شرکت مادر توییچ به Twitch Interactive تغییر نام داد و در همین سال، شایعاتی مبنی بر خرید آن توسط گوگل به مبلغ ۱ میلیارد دلار منتشر شد. با این حال، در ۲۵ آگوست ۲۰۱۴، آمازون توییچ اینتراکتیو را به مبلغ ۹۷۰ میلیون دلار به صورت نقدی خریداری کرد. پس از این خرید، توییچ ویژگی‌های جدیدی مانند تشویق و توییچ پرایم را معرفی کرد. همچنین، این شرکت Curse LLC و Internet Games Database (IGDb) را نیز خریداری کرد.
توییچ در طول سال‌ها با چالش‌هایی از جمله مشکلات تأخیر در اروپا، نقض داده‌ها در سال ۲۰۲۱، و تغییرات در سیاست‌های تقسیم درآمد اشتراک و تبلیغات مواجه بوده است. این تغییرات اغلب با انتقاداتی از سوی استریمرها همراه بوده است. همچنین، توییچ در زمینه تعدیل محتوا، از جمله محتوای دارای حق تکثیر، محتوای بزرگسالان، سخنان نفرت‌پراکنانه و قمار، سیاست‌هایی را اعمال کرده است.
توییچ در سال ۲۰۲۲ توافق‌نامه انحصاری خود را لغو کرد و به استریمرها اجازه داد در پلتفرم‌های دیگر نیز پخش زنده داشته باشند. این شرکت همچنین با مشکلاتی در کره جنوبی به دلیل هزینه‌های بالای شبکه مواجه شد و در دسامبر ۲۰۲۳ اعلام کرد که فعالیت خود را در این کشور متوقف خواهد کرد. در ژانویه ۲۰۲۴ نیز توییچ اعلام کرد که ۵۰۰ نفر از کارمندان خود را تعدیل خواهد کرد.

## افشای اطلاعات
در ۶ اکتبر ۲۰۲۱، یک هکر ناشناس «تمام» وبسایت توییچ، از جمله کد منبع سایت، APIها، و جزئیات پرداخت به استریمرها که تقریباً ۲٫۴ میلیون استریمر از اوت ۲۰۱۹ بودند را افشا کرد. او یک پیوند تورنت ۱۲۸ گیگابایتی در انجمن ۴چن ارسال کرد و گفت که حجم افشا تقریباً برابر با ۶۰۰۰ مخزن گیت‌هاب است که تازه این مورد فقط قسمت اول را شامل می‌شود. در این افشاگری مشخص شد که توییچ در حال ساخت یک برنامه فروشگاه دیجیتالی با نام رمز «Vapor» بوده است. واژه Vapor به معنای بخار است که برای رقابت با فروشگاه استیم نام گذاری شده است. توییچ تأیید کرد که سایت دچار نشت داده شده ولی آن را ناشی از پیکربندی اشتباه سرور دانست که توسط «شخص ثالث مخرب» مورد سوء استفاده قرار گرفت. همچنین توییچ تأیید کرد که هیچ نشانه ای از افشای اطلاعات حساب بانکی یا کارت اعتباری دریافت نکرده ولی برای احتیاط همه کلیدهای استریم (stream keys) را بازنشانی کرده است.
برخی معتقدند اگر این افشا حقیقت داشته باشد، هک توییچ «احتمالاً بزرگ‌ترین افشای اطلاعاتی تاکنون بوده است». در تجزیه و تحلیل افشای داده، چندین رسانه خبری گزارش دادند که سه استریم توییچ با درآمد بالا عبارتند از: Critical Role (۹٬۶۲۶٬۷۱۲ دلار)، اکس کیو سی (۸٬۴۵۴٬۴۲۷ دلار) و سامیت‌وان‌جی (۵٬۸۴۷٬۵۴۱ دلار).